# Sandwich (singolo)
Sandwich è un maxi singolo del gruppo musicale statunitense Ugly Kid Joe, pubblicato nel 1996.

## Tracce
1. Sandwich (versione censurata) – 2:47
2. Sandwich (versione originale) – 2:45
3. Sandwich (John X remix) – 2:59

## Formazione
- Whit Crane - voce
- Dave Fortman - chitarra
- Klaus Eichstadt - chitarra
- Cordell Crockett - basso
- Shannon Larkin - batteria